# Phare de Scoglietto di Portoferraio
Le phare de Scoglietto di Portoferraio (en italien : Faro dello Scoglietto di Portoferraio) est un phare actif situé sur un îlot rocheux éponyme (Scoglietto di Portoferraio) au nord-est de Portoferraio, une commune de l'île d'Elbe (province de Livourne), dans la région de Toscane en Italie. Il est géré par la Marina Militare et le Parc national de l'archipel toscan.

## Histoire
Le premier phare a été construit en 1910 sur un îlot devant Portoferraio dans le canal de Piombino. Détruit durant la Seconde Guerre Mondiale, il a été reconstruit en 1945. Il est entièrement automatisé et alimenté par des panneaux photovoltaïque.

## Description
Le phare  est une tour cylindrique en pierre de 8 m de haut, avec galerie et lanterne, placé sur un petit bâtiment carré en pierre. Le bâtiment est non peint et le dôme de la lanterne est gris métallique. Il émet, à une hauteur focale de 24 m, deux blancs toutes les 6 secondes. Sa portée est de 5 milles nautiques (environ 9 km).
Identifiant : ARLHS : ITA-257 ; EF-2068 - Amirauté : E1410 - NGA : 8892 .

## Caractéristiques dufeu maritime
Fréquence : 6 secondes (W-W)
- Lumière : 1 seconde
- Obscurité : 1 seconde
- Lumière : 1 seconde
- Obscurité : 3 secondes

|                 |
| Archipel Toscan |

|          |
| Le phare |

### Lien connexe
- Liste des phares de l'Italie